# Michael Batiste
Michael "Mike" James Batiste (Long Beach, California, 21 de noviembre de 1977) es un exjugador profesional de baloncesto estadounidense que jugaba en la posición de pívot. Posteriormente ha desempeñado el puesto de entrenador asistente en diferentes franquicias.

## Carrera

### Universidad
Batiste jugó con los Arizona State Sun Devils en su etapa de la universidad. Lideró la Pacific-10 Conference (Pac-10) en tapones y fue nombrado en el primer equipo en la temporada 1998-99.

### NBA
Firmó por Los Angeles Clippers en la temporada 2002–03, pero finalmente se iría a los Memphis Grizzlies con los que jugó una temporada completa.

### Europa
Después de su breve paso por la NBA volvería a Europa en este caso a Grecia, con el Panathinaikos BC.Allí ha explotado como jugador y es donde ha obtenido sus mejores logros, como tres Euroligas.

### Entrenador
[actualizar]
En julio de 2022 se une al cuerpo técnico de Stephen Silas en Houston Rockets.

## Estadísticas de su carrera en la NBA

### Temporada regular
| Año     | Equipo  | PJ | PT | MPP  | %TC  | %3P  | %TL  | RPP | APP | ROB | TPP | PPP |
| ------- | ------- | -- | -- | ---- | ---- | ---- | ---- | --- | --- | --- | --- | --- |
| 2002–03 | Memphis | 75 | 0  | 16.6 | .422 | .212 | .784 | 3.4 | .7  | .6  | .2  | 6.4 |
| Total   | Total   | 75 | 0  | 16.6 | .422 | .212 | .784 | 3.4 | .7  | .6  | .2  | 6.4 |

## Logros y reconocimientos

### Equipo
- 3 Euroliga (2007, 2009, 2011)
- 9 A1 Ethniki (2003-04, 2004-05, 2005-06, 2006-07, 2007-08, 2008-09, 2009-10, 2010-11, 2013-14).
- 7 Copa Griega (2005, 2006, 2007, 2008, 2009  2012, 2014).
- 1 Copa de baloncesto de Turquía (2013)

### Individual
- 1 vez elegido en el Mejor Quinteto de la Euroliga (2011).
- 1 vez elegido en el Segundo Mejor Quinteto de la Euroliga (2012).
- Euroliga MVP del Mes: (2006)
- Euroliga MVP de la semana: (2005, 2009)
- Mejor Equipo de la Década de la Euroliga candidato (2010)
- 1 vez MVP de la A1 Ethniki (2010).
- 1 vez MVP de la Final de la A1 Ethniki (2010)
- 5 veces elegido en el primer quinteto ideal de la A1 Ethniki (2007, 2009, 2010, 2011, 2012)
- 6 veces ESAKE All-Star (2005, 2006, 2008, 2009, 2010, 2011).